# Platt jord

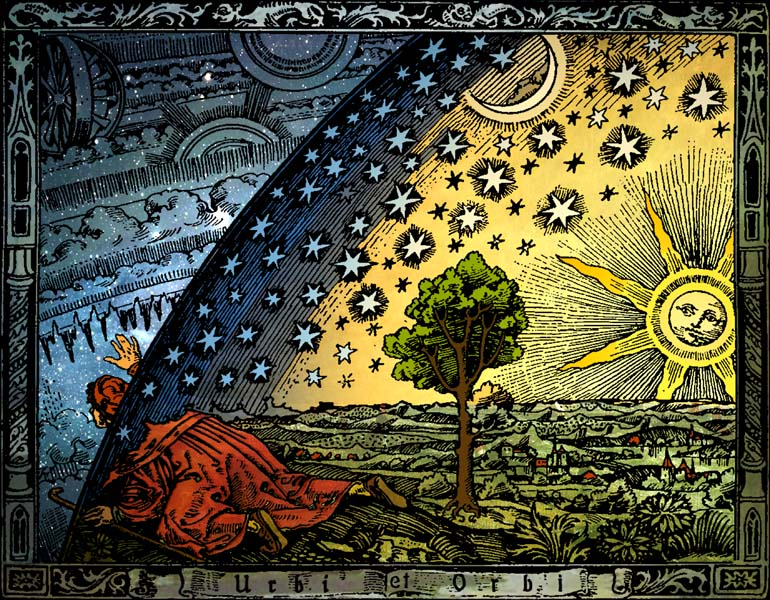
Camille Flammarion-träsnittet, ett träsnitt känt från 1800-talet som felaktigt framställer en medeltida uppfattning om en platt jord.

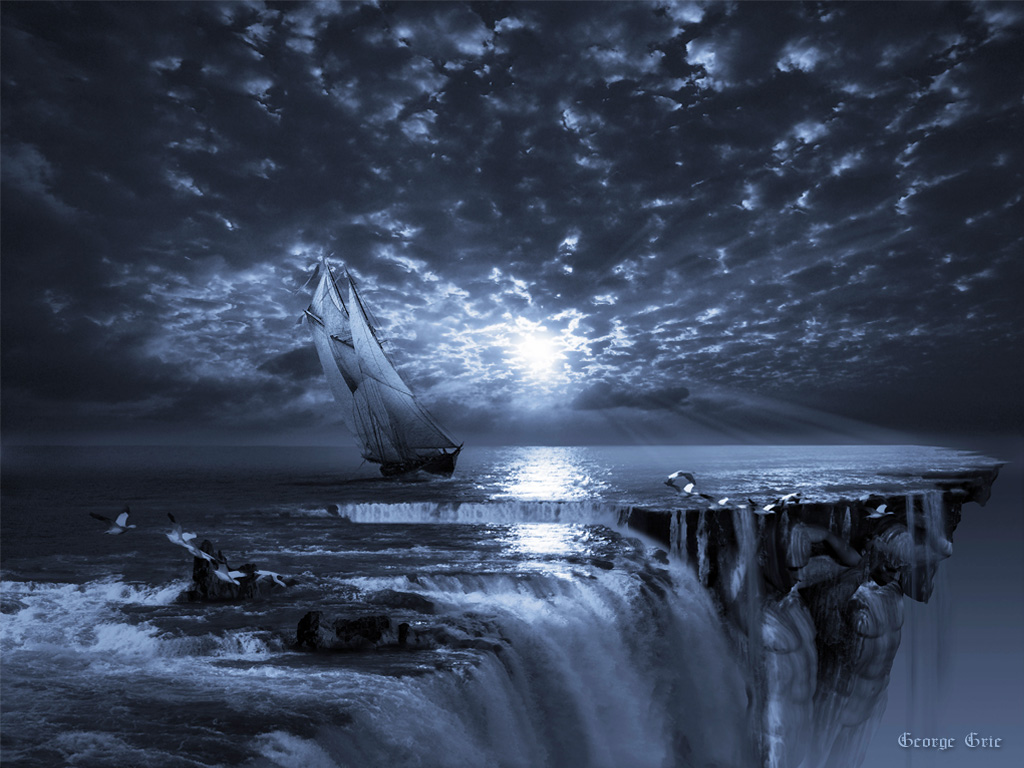
Konsekvensen av kanten på jordskivan illusteras av George Gries Final frontier.

Platt jord är uppfattningen om att planeten jorden skulle vara platt. Anhängare till den hypotesen kan benämnas plattjordare.
Denna tes har förekommit sedan förhistorisk tid, men även idén om en rund jord är gammal. Det har sedan 1800-talet funnits en felaktig uppfattning om att kyrkan fram till nya tiden trodde att jorden var platt, och att Christofer Columbus visade att så inte är fallet genom att segla västerut för att nå Indien. Dock var 1400-talets lärda och sjöfarare väl medvetna om att jorden var rund, och redan på 200-talet f.Kr. bestämde Eratosthenes genom mätningar av jordens omkrets att så var fallet. De flesta nutida historieforskare menar att det bara är en myt att kunskapen om jordens form glömdes bort under medeltiden och att detta är ett exempel på en faktoid.
Den första världskartan ritades av den grekiska filosofen Anaximander (610 - 546 före Kristus) där jorden var en platt cylinder som svävade i oändligheten omgiven av en sfärisk himmel. 
Även om det finns tydliga bevis för att jorden är i stort sett klotformad och att dess yta kan beskrivas som en geoid, finns det vissa som formulerar pseudovetenskapliga argument för att jorden är platt. Ett exempel är organisationen Flat Earth Society, grundad 1956, som har följts av fler organisationer och webbplatser med liknande namn. Åtminstone en av dessa organisationer, Flat Earth Society of Canada, utgör studentikos parodi. Flat Earth Society grundade sig på en platt jord-teori kallad Zetetisk astronomi, som på 1800-talet och tidigt 1900-tal fick en viss spridning.

## Jordens form enligt medeltidsmänniskan
Historikern Antoine-Jean Letronne publicerade 1834 ett verk som slog fast att medeltidens kyrka, med kätteriförföljelse som grund, tvingade fram en bred uppslutning bakom uppfattningen om en platt jord. Det är idag ansett som en vinklad framställning. Få förespråkare för platt jord under antiken och medeltiden har hittats i skrift, mest framträdande var nordafrikanen Firmianus Lactantius (300 e.Kr.) och greken Kosmas Indikopleustes (553 e.Kr.). Ingen av dessa hade något större inflytande på omvärlden i denna fråga och Kosmas sågs redan i sin samtid som en udda tänkare när han påstod att jorden var rektangulär och dubbelt så lång som bred.
Numera anses att bildat folk visste att jorden var rund. Flertalet dåtida källor, allt sedan 300-talet f.Kr., har lagt fram argument för, eller byggt på, uppfattningen om att jorden är ett klot. Det fanns skiftande uppgifter om jordens storlek, här har åsikterna gått isär. Uppfattningen att jorden var rund var däremot grundad i astronomiska observationer.
Det är svårare att avgöra vad allmänheten trodde. En uppfattning som fås genom att studera texter som många läste på den tiden är att den allmänna uppfattningen var att jorden var rund. I t.ex. en populär uppdiktad reseskildring, skriven på slutet av 1300-talet av John de Mandeville, berättas att man kan se stjärnor i Sumatra som inte syns i Europa. Man kan även läsa att när det är dag i Europa är det natt på andra sidan jorden, och människor som trodde att folk på andra sidan klotet riskerade att falla av hånas i berättelsen. De icke läskunniga fick ofta sin information genom kyrkan. Medeltida kyrkor, t.ex. bildkonsten i Uppsala domkyrka, framställer också jorden som klotformad.

## Varför uppkom faktoiden?

### Skönlitteratur blir verklighet
År 1828 gav Washington Irving ut en romantisk biografi, Christopher Columbus, dess lefnad och resor. Boken beskriver bland annat en påhittad scen där Columbus debatterade med kyrkans ledare vid ett kyrkomöte i Salamanca. Teologerna varnade där Columbus för att resa så långt ut i det okända och påpekar att det finns risk att de skulle segla utför jordens kant. Andra argument de hade var bland annat att denna del av jorden skulle vara för varm för att någon människa skulle kunna bo där, samt att dessa människor inte skulle kunna härstamma från bibelns Adam och Eva. Denna klassiska konflikt där den modiga ställs mot de traditionella och konservativa är vanlig inom film, teater och litteratur. Publiken kände sympati med Columbus och boken blev mycket populär. I verkligheten ägde detta möte aldrig rum, men ett möte med vetenskapsmän hölls för att varna Columbus att han omöjligen skulle kunna segla så långt som hela vägen till Japan med dåtidens skepp. Även myten om att Columbus sjömän och navigatörer var rädda att de skulle ramla ner från jordens ände kommer härifrån. De problem Columbus hade med expeditionen gällde dock inte jordens platthet utan att man inte trodde på hans uträkning av dess storlek. Denna engelska bok är översatt till många språk även svenska (första utgåva 1839). Många andra böcker därefter bygger på Irvings berättelse och rädslan för att segla över jordens kant. På så sätt spreds Irvings berättelsemyt om en platt jord och myten hölls vid liv och spreds.
En annan bok som förstärkte myten skrevs av Antoine-Jean Letronne, en fransk akademiker som avskydde kyrkan och religionen. Han skrev en bok om kyrkans alla fel där han bland annat menade att den medeltida kyrkan tvingade folk att erkänna att jorden var platt. Letronne menade även att de använde sig av metoder som förföljelser och kättarbål för att driva igenom sin vilja.

### Minoritet fick representera majoriteten
Washington Irving och Antoine-Jean Letronne och deras efterföljare utgick från Kosmas ståndpunkt från 500-talet. Kosmas översattes inte från grekiska till latin förrän 1706 och kan därför inte ha påverkat så många människor under medeltiden. Trots det ansågs han som representant för den medeltida uppfattningen.

### Striden mellan kyrka och vetenskap
Redan Bibelns gamla testamente talar om "jordens rund" i Jesaja 40:21-22. Å andra sidan talar några bibelställen om "jordens fyra hörn", bland annat Jesaja 11:12.
Uttrycket "fyra hörn" har dock snarare en liknande betydelse som det moderna uttrycket "världens alla hörn", och motsäger knappast att Bibeln beskriver planeten som sfärisk, precis som den beskriver himlavalvets form.
Under mitten och slutet av 1800-talet rasade en vetenskaplig strid mellan darwinister och teologer om evolutionsläran. Myten om den platta jorden blev ett argument mot kyrkan och användes för att visa att kyrkan även hade fel i denna fråga. I flera böcker, exempelvis The History of the Conflict Between Religion and Science (1873), hävdas att kyrkan under medeltiden trodde på en platt jord. Samtidigt tog tanken att folk var dummare förr form. Synen fick spridning och började uppfattas som sanning.
Det är också lätt att blanda ihop myten om den platta jorden med den förändring som skedde från en geocentrisk till heliocentrisk världsbild, som romersk-katolska kyrkan länge var emot.

## Modern spridning
Under 2000-talet har antalet anhängare till teorin om en platt jord troligen blivit fler och mer organiserade. Bland annat sprids idéerna om en platt jord via videor på Youtube, där anhängare anser att idén om en rund jord är del av en konspiration; andra delar av konspirationen skulle då vara "påhitten" om 11 september-attackerna och månresorna. Den ökade populariteten skulle enligt en bedömare vara kopplad till fenomen som faktaresistens, filterbubblor och en allmän misstro mot institutioner och traditionella samhällsauktoriteter. Anhängare till konspirationsteorin kallas ibland plattjordare. Begreppet kan uppfattas nedsättande.